# Глибокий (потік)
Глибокий (пол. Głęboka) — гірський потік в Україні, у Долинському районі Івано-Франківської області у Галичині. Правий доплив Болохівки, (басейн Дністра).

## Опис
Довжина потоку 6 км, найкоротша відстань між витоком і гирлом — 5,85  км, коефіцієнт звивистості потоку — 1,03 . Формується допливом та безіменними струмками.

## Розташування
Бере початок в урочищі Креховичський Ліс на північно-західній стороні від села Креховичі. Тече переважно на північний схід через листяний ліс і на південно-західній стороні від села Болохів впадає у річку Болохвіку, ліву притоку Сівки.
Притоки: Кам'яний (ліва).

## Цікавий факт
- На лівому березі потоку розташоване Заповідне урочиже Торфовище[3].